# Mariam Mahamat Nour
Pour les articles homonymes, voir Mahamat.
Mariam Mahamat Nour, née le 17 juillet 1956 à N'Djaména, est une économiste et femme politique tchadienne.
Elle est secrétaire générale du gouvernement et ministre chargée des Relations avec le Parlement de 2018 à 2021.

## Biographie
Ancienne ministre secrétaire générale du gouvernement, chargée des réformes, elle est également ministre de l’Économie de la Planification et du Développement. Elle a été consultante pour la Banque mondiale ainsi que pour l’Unicef. Cadre à la FAO, elle a été la représentante de cette institution au Togo, au Mali et en Mauritanie. En octobre 2016, elle est désignée par le président rwandais Paul Kagamé parmi les neuf experts chargés de travailler sur la réforme de l’Union africaine. Le 31 mars 2018, elle fait son retour au gouvernement en tant que secrétaire générale du Gouvernement, chargée des Réformes et des Relations avec l’Assemblée nationale. En septembre 2024, Mariam Mahamat Nour est désignée cheffe de la mission électorale de l'Organisation internationale de la francophonie pour l'élection présidentielle tunisienne du 6 octobre 2024.

## Décorations
- Officière de l'ordre national du Mérite (France, 2019)[8],[9]